# Ölgeber

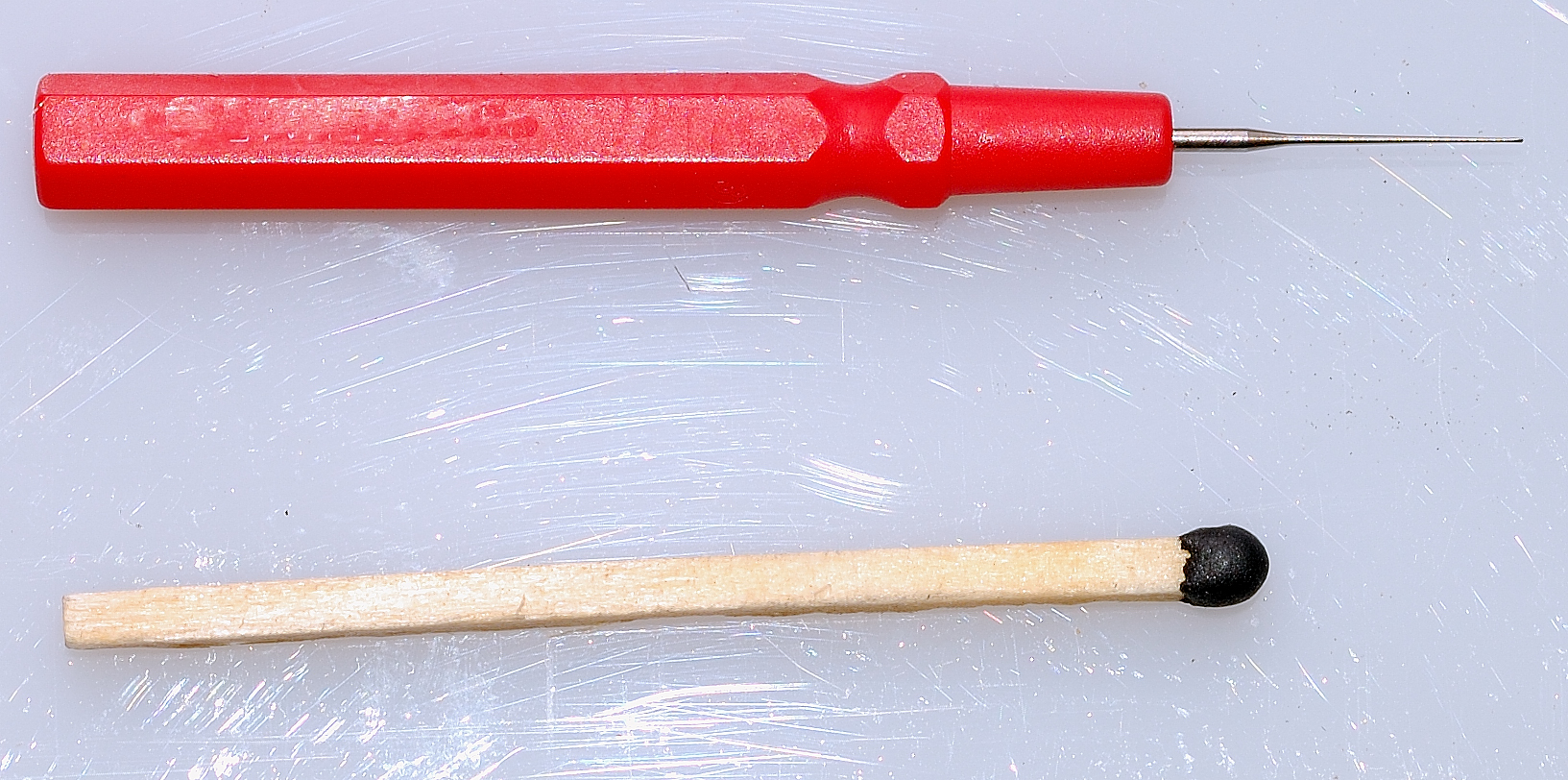
Ölgeber für Uhren, Durchmesser ca. 0,5 mm. Zündholz als Größenvergleich

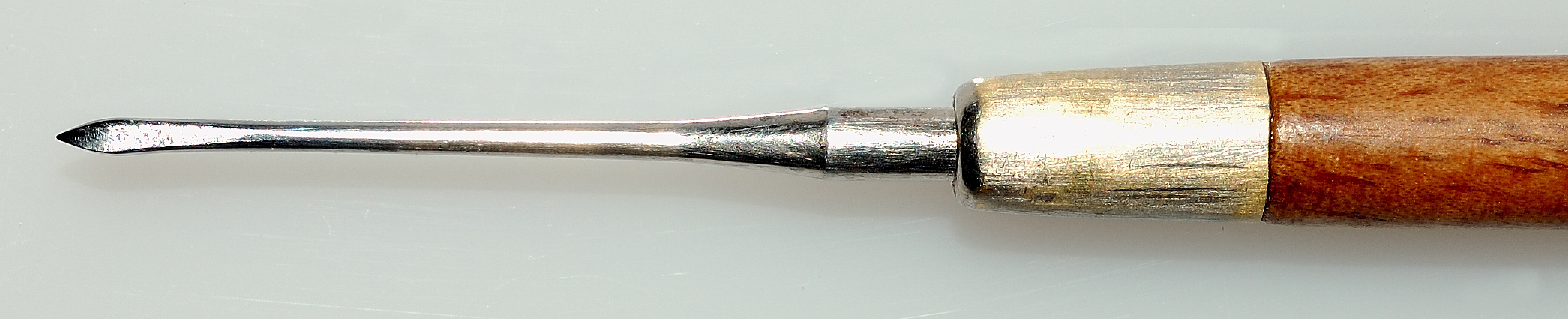
Ölgeber für Feinmechanik, Durchmesser 1,0 mm. Eigenbau aus einer Häkelnadel

Ein Ölgeber ist ein Hilfsmittel des Uhrmachers und Feinmechanikers für das Einbringen von Schmieröl in ein Lager.
Es handelt sich dabei in der Regel um einen (Stahl-)-Draht mit geringem Durchmesser (0,15–1,00 mm), der mit einer lanzettförmigen Spitze (vergleichbar dem Blatt einer Weide) ausgestattet ist. Der Ölgeber ist zur besseren Handhabung meist mit einem Griffstück versehen.
Der Ölgeber wird in das einzubringende Öl eingetaucht und herausgezogen. Abhängig vom Durchmesser des Ölgebers, vom Öl, von der Eintauchtiefe und der Geschwindigkeit, mit der Ölgeber aus dem Öl herausgezogen wird, wird eine mehr oder minder große Ölmenge auf dem Ölgeber verbleiben (bis zur Tropfenbildung). Diese Ölmenge wird durch Kapillarkraft beim Berühren des Lagerspalts mit dem Ölgeber an das Lager abgegeben. Die Ölmengen können, dem Lager angepasst, äußerst gering gehalten werden.
Beim automatischen Ölgeber wird durch einen in einer Kanüle laufenden dünnen Draht mit Knopfdruck eine dosierte Ölmenge abgegeben. Dieser wurde 1947 von Firma „Büren Watch Co.“ in der Schweiz entwickelt und Patentiert und von der Firma „Bergeon“ produziert.